# جيرو كريتشمير
جيرو كريتشمير (بالألمانية: Gero Kretschmer) مواليد 6 مايو 1985 في كولونيا، ألمانيا الغربية، هو لاعب كرة مضرب ألماني بدأ مسيرته كمحترف سنة 2004 يلعب باليد اليمنى. أعلى تصنيف له في الفردي كان المركز الـ 316 في سنة 2010.

## روابط خارجية
- جيرو كريتشمير على موقع رابطة محترفي التنس (الإنجليزية)
- جيرو كريتشمير على موقع الاتحاد الدولي لكرة المضرب (الإنجليزية)
- جيرو كريتشمير على موقع خلاصة التنس.كوم (الإنجليزية)
- جيرو كريتشمير على موقع إي إس بي إن.كوم (الإنجليزية)

الصفحة الخاصة باللاعب جيرو كريتشمير في موقع رابطة محترفي كرة المضرب.